# Старокрасное (Речицкий район)
Старокрасное (бел. Старакраснае) — деревня в Солтановском сельсовете Речицкого района Гомельской области Белоруссии.

## География

### Расположение
В 18 км на юго-запад от Речицы, 16 км от железнодорожной станции Демехи (на линии Гомель — Калинковичи), 68 км от Гомеля.

### Гидрография
На реке Днеприк (приток реки Ведрич).

## Транспортная сеть
Транспортные связи по автодороге Светлогорск — Речица. Планировка состоит из длинной прямолинейной улицы, близкой к меридиональной ориентации и застроенной двусторонне, неплотно деревянными усадьбами.

## История
Обнаруженное археологами городище зарубинецкой культуры (в 1 км на север от деревни, в урочище Городок) свидетельствует о заселении этих мест с давних времён. По письменным источникам известна с XIX века как селение в Горвальской волости Речицкого уезда Минской губернии.
С 8 декабря 1926 года до 30 декабря 1927 года центр Старокрасненского сельсовета. В 1930 году организован колхоз «Красная звезда», работали деревообрабатывающая артель и кузница. Во время Великой Отечественной войны в январе и июне 1943 года оккупанты полностью сожгли деревню и убили 120 жителей. В боях около деревень Старокрасное и Козье погибли 61 советский солдат и 6 партизан (похоронены в братской могиле, в 1 км на север от деревни). 35 жителей не вернулись с фронтов. Согласно переписи 1959 года центр учхоза СПТУ-178. Работали клуб, библиотека, фельдшерско-акушерский пункт, отделение связи, магазин.
До 31 июля 2007 года в составе Демеховского сельсовета.

## Население

### Численность
- 2004 год — 70 хозяйств, 177 жителей.

### Динамика
- 1908 год — 49 дворов, 285 жителей.
- 1930 год — 103 двора, 516 жителей.
- 1959 год — 267 жителей (согласно переписи).
- 2004 год — 70 хозяйств, 177 жителей.